# Xaracuu
Xaracuu és una de les àrees tradicionals de Nova Caledònia. Està situada a la Província del Sud però amb un xic a la Província del Nord, entre les àrees d'Ajië-Aro al nord i Djubéa-Kaponé al sud.
Comprèn les comunes de Boulouparis, Canala, Farino (que no té cap tribu), Kouaoua, La Foa, Sarraméa i Thio. Treu el seu nom de la principal llengua canac parlada a l'àrea, el xârâcùù, parlat par més de 3.800 persones sobretot a Canala. Les altres dues llengües no passen dels 600 parlants.